# Monument classé de Grade I et II* dans le borough londonien de Bromley
 (septembre 2019).
Le contenu est difficilement compréhensible vu les erreurs de traduction, qui sont peut-être dues à l'utilisation d'un logiciel de traduction automatique.
Il existe plus de 9 000 bâtiments classés Grade I et 20 000 bâtiments classés Grade II * en Angleterre. Cette page est une liste de ces bâtiments du borough londonien de Bromley.

## Grade I
| Nom | Localisation    | Type               | Terminé                | Date désignation | Grid ref. Geo-Coordonnées   | Notice  | Image           |
| --- | --------------- | ------------------ | ---------------------- | ---------------- | --------------------------- | ------- | --------------- |
| Bromley College | Bromley         | Maison             | 1666                   | 10 janvier 1955  | 51° 24′ 28″ N, 0° 00′ 43″ E | 1359324 | Bromley College |
| Porte du Bromley College | Bromley         | Porte              | 1665                   | 10 janvier 1955  | 51° 24′ 28″ N, 0° 00′ 41″ E | 1064374 | Upload Photo    |
| Down House | Downe           | Maison             | Début du XIXe siècle   | 31 mai 1954      | 51° 19′ 53″ N, 0° 03′ 12″ E | 1038325 | Autre images    |
| Holwood House | Keston          | Maison de campagne | 1825                   | 10 janvier 1955  | 51° 21′ 12″ N, 0° 02′ 29″ E | 1281097 | Holwood House   |
| Moulin à vent de Keston | Keston          | Moulin à vent      | 1716                   | 10 janvier 1955  | 51° 21′ 28″ N, 0° 01′ 53″ E | 1064369 | Autre images    |
| Sculptures animales préhistoriques , formations géologiques et mine de plomb sur les îles et sur les terres faisant face au lac inférieur | Penge/Beckenham | Statue             | 1852–55                | 29 juin 1973     | 51° 25′ 04″ N, 0° 04′ 02″ O | 1067798 | Autre images    |
| Sundridge Park | Bromley         | Maison de campagne | Début du XVIIIe siècle | 10 janvier 1955  | 51° 25′ 01″ N, 0° 02′ 16″ E | 1299044 | Sundridge Park  |
| Wickham Court | Beckenham       | Maison de campagne | Règne d'Edward IV      | 28 mai 1954      | 51° 21′ 54″ N, 0° 00′ 18″ O | 1055809 | Wickham Court   |

## Grade II*
| Nom                                                                  | Localisation         | Type               | Terminé                                     | Date désignation | Grid ref. Geo-Coordonnées   | Notice  | Image                                                          |
| -------------------------------------------------------------------- | -------------------- | ------------------ | ------------------------------------------- | ---------------- | --------------------------- | ------- | -------------------------------------------------------------- |
| Mémorial de guerre de Bromley, St Martin's Hill                      | Bromley              | Monument aux morts | 1922                                        | 14 décembre 1995 | 51° 24′ 18″ N, 0° 00′ 40″ E | 1116976 | Autre images                                                   |
| Bullers Wood                                                         | Chislehurst          | Maison             | 1889                                        | 29 juin 1973     | 51° 24′ 33″ N, 0° 02′ 48″ E | 1204400 | Upload Photo                                                   |
| Camden Place                                                         | Chislehurst          | Maison             | 1609–23                                     | 25 août 1954     | 51° 24′ 40″ N, 0° 03′ 56″ E | 1064325 | Camden Place                                                   |
| Chesil House                                                         | Chislehurst          | Maison             | XVIIIe siècle                               | 25 août 1954     | 51° 24′ 38″ N, 0° 04′ 39″ E | 1299045 | Autre images                                                   |
| Église de All Saints                                                 | Orpington            | Église             | XIVe siècle                                 | 31 mai 1954      | 51° 22′ 40″ N, 0° 06′ 21″ E | 1083559 | Autre images                                                   |
| Église de St Giles the Abbot                                         | Farnborough, Bromley | Église             | 1640                                        | 31 mai 1954      | 51° 21′ 28″ N, 0° 04′ 20″ E | 1064339 | Autre images                                                   |
| Église de St John the Baptist                                        | West Wickham         | Église             | Fin du XVe siècle                           | 28 mai 1954      | 51° 21′ 57″ N, 0° 00′ 22″ O | 1359332 | Autre images                                                   |
| Porte lych à l'église de St John the Baptist's Churchyard            | West Wickham         | Porte lych         | XVe siècle ou début du XVIe siècle          | 28 mai 1954      | 51° 21′ 57″ N, 0° 00′ 20″ O | 1064391 | Porte lych à l'église de St John the Baptist's Churchyard      |
| Église de St Martin of Tours                                         | Bromley              | Église             | 1857                                        | 31 mai 1954      | 51° 21′ 21″ N, 0° 07′ 25″ E | 1084343 | Autre images                                                   |
| Église de St Mary                                                    | Orpington            | Église             | Début du XIIIe siècle                       | 28 mai 1954      | 51° 23′ 43″ N, 0° 06′ 53″ E | 1045813 | Autre images                                                   |
| Église de St Mary the Virgin                                         | Downe                | Église             | XIIIe siècle                                | 31 mai 1954      | 51° 20′ 09″ N, 0° 03′ 16″ E | 1359316 | Autre images                                                   |
| Église de St Nicholas                                                | Chislehurst          | Église             | c.1460                                      | 28 mai 1954      | 51° 24′ 36″ N, 0° 04′ 30″ E | 1064345 | Autre images                                                   |
| Église de St Paulinus                                                | St Paul's Cray       | Église             | Fin du XIIe siècle ou début du XIIIe siècle | 28 mai 1954      | 51° 24′ 06″ N, 0° 07′ 03″ E | 1064396 | Église de St Paulinus                                          |
| Église de St Peter et St Paul                                        | Bromley              | Église             | 1855                                        | 10 janvier 1955  | 51° 24′ 18″ N, 0° 00′ 47″ E | 1084373 | Autre images                                                   |
| Église de St Peter et St Paul                                        | Cudham               | Église             | Origines anglo-saxonnes                     | 31 mai 1954      | 51° 19′ 13″ N, 0° 04′ 20″ E | 1359355 | Autre images                                                   |
| Crystal Palace National Sports Centre                                | Bromley              | Sports centre      | 1960–64                                     | 2 décembre 1997  | 51° 25′ 16″ N, 0° 04′ 03″ O | 1031539 | Autre images                                                   |
| Église paroissiale de Keston                                         | Keston               | Église             | 12th-century origin                         | 10 janvier 1955  | 51° 20′ 54″ N, 0° 02′ 07″ E | 1064343 | Autre images                                                   |
| École primaire du comté de Kevington maintenant Kevington Hall       | Orpington            | Maison de campagne | Fin du XVIIIe siècle                        | 31 mai 1954      | 51° 23′ 19″ N, 0° 07′ 29″ E | 1359374 | École primaire du comté de Kevington maintenant Kevington Hall |
| Église Paroissiale St George                                         | Beckenham            | Église             | 1902–03                                     | 28 mai 1954      | 51° 24′ 33″ N, 0° 01′ 29″ O | 1054025 | Autre images                                                   |
| Église Paroissiale de l'Annonciation de la Bienheureuse Vierge Marie | Chislehurst          | Église             | 1868–70                                     | 29 juin 1973     | 51° 25′ 09″ N, 0° 04′ 02″ E | 1359325 | Autre images                                                   |
| Quernmore Secondary School                                           | Bromley              | Maison             | Vers 1777                                   | 10 janvier 1955  | 51° 24′ 57″ N, 0° 00′ 53″ E | 1055761 | Upload Photo                                                   |
| Prieuré d'Orpington                                                  | Orpington            | Maison             | XVe siècle                                  | 31 mai 1954      | 51° 22′ 44″ N, 0° 06′ 17″ E | 1064330 | Autre images                                                   |